# If My World Stopped Turning
If My World Stopped Turning – utwór irlandzkiego wokalisty Chrisa Dorana, napisany przez Jonathana Shortena i Briana McFaddena (członka boybandu Westlife), nagrany oraz wydany 2004 roku, umieszczony na debiutanckim albumie studyjnym artysty pt. Right Here.

## Historia utworu

### Konkurs Piosenki Eurowizji 2004
Utwór reprezentował Irlandię podczas 49. Konkursu Piosenki Eurowizji w 2004 roku, wygrywając w marcu finał krajowych eliminacji You're the Star. Po wygraniu selekcji utwór został przearanżowany
Dzięki zajęciu miejsca w pierwszej jedenastce przez Mickeya Harte’a podczas konkursu w 2003 roku, reprezentant nie musiał brać udziału w półfinale i miał gwarantowane miejsce w finale.Podczas koncertu finałowego widowiska, który odbył się 15 maja w Stambule, utwór zajął ostatecznie 22. miejsce, zdobywając łącznie 7 punktów..

## Lista utworów
CD Single
1. „If My World Stopped Turning”
2. „Hold Me Now” (Live at the Helix, Dublin)
3. „If My World Stopped Turning” (Backing Track)
4. Wywiad z Chrisem Doranem

## Notowania na listach przebojów
| Kraj     | Lista (2004)    | Najwyższe miejsce |
| -------- | --------------- | ----------------- |
| Irlandia | Top 100 Singles | 1                 |

| Kraj     | Lista (2004)   | Najwyższe miejsce |
| -------- | -------------- | ----------------- |
| Irlandia | Top 20 Singles | 11                |